# Linea blu (rete tranviaria di Minneapolis)
La linea blu (in inglese Blue Line, IPA: [blu laɪn]), conosciuta in passato come linea Hiawatha, è una delle due linee della rete tranviaria di Minneapolis. Collega Downtown Minneapolis con la città di Bloomington, passando per Fort Snelling e per l'Aeroporto Internazionale di Minneapolis-Saint Paul-Wold-Chamberlain.
La linea blu venne inaugurata il 26 giugno 2004, circa 50 anni dopo la chiusura della rete tranviaria storica cittadina, aperta nel 1875 come tranvia a cavalli e poi elettrificata nel 1889. Il 26 novembre 2009, la linea è stata estesa dalla fermata di Warehouse District/Hennepin Avenue all'attuale capolinea nord Target Field.

## Percorso
La linea blu è lunga 19,3 km e possiede 19 stazioni.
|  | Unknown route-map component "uKACCa" |

|  | Unknown route-map component "uSKRZ-G4o" |

|  | Unknown route-map component "uHSTACC" |

|  | Unknown route-map component "uHSTACC" |

|  | Unknown route-map component "uHSTACC" |

|  | Unknown route-map component "uHSTACC" |

|  | Unknown route-map component "uABZgl" | Unknown route-map component "uCONTfq" |

|  | Unknown route-map component "uSKRZ-G4o" |

|  | Unknown route-map component "uHSTACC" |

|  | Unknown route-map component "uSKRZ-G4u" |

|  | Unknown route-map component "lhSTRa@g" + Unknown route-map component "uHSTACC" |

|  | Unknown route-map component "uhSTRe" |

|  | Unknown route-map component "uSKRZ-G4o" |

|  | Unknown route-map component "uhSTRa" |

|  | Unknown route-map component "uhSKRZ-G4" |

|  | Unknown route-map component "lhSTRe@f" + Unknown route-map component "uHSTACC" |

|  | Unknown route-map component "uHSTACC" |

|  | Unknown route-map component "uHSTACC" |

|  | Unknown route-map component "uSKRZ-G4u" |

|  | Unknown route-map component "uHSTACC" |

|  | Unknown route-map component "uHSTACC" |

|  | Unknown route-map component "uSKRZ-G4o" |

|  | Unknown route-map component "uHSTACC" |

|  | Unknown route-map component "utSTRa" |

|  | Unknown route-map component "utHSTACC" |

|  | Unknown route-map component "utSTRe" |

|  | Unknown route-map component "uHSTACC" |

|  | Unknown route-map component "uSKRZ-G4u" |

|  | Unknown route-map component "uHSTACC" |

|  | Unknown route-map component "uHSTACC" |

|  | Unknown route-map component "uHSTACC" |

|  | Unknown route-map component "uKACCe" |